# Lonlay-le-Tesson
Lonlay-le-Tesson là một xã thuộc tỉnh Orne trong vùng Normandie tây bắc nước Pháp. Xã này nằm ở khu vực có độ cao trung bình 237 mét trên mực nước biển.